# Малихов, Анатолий Наумович
Анатолий Наумович Малихов (1920—1944) — Гвардии майор Рабоче-крестьянской Красной Армии, участник Великой Отечественной войны, Герой Советского Союза (1944).

## Биография
Анатолий Малихов родился 30 октября 1920 года в селе Красное (ныне — посёлок Красный в Смоленской области). В 1939 году окончил среднюю школу. В том же году Малихов был призван на службу в Рабоче-крестьянскую Красную Армию. В 1941 году он окончил Саратовское танковое училище. С первого дня Великой Отечественной войны — на её фронтах. В боях три раза был ранен.
К началу 1944 года гвардии майор Анатолий Малихов командовал батальоном 8-й гвардейской танковой бригады 20-го танкового корпуса 2-го Украинского фронта. Отличился во время освобождения Украинской ССР. В боях зимой 1944 года вместе со своим батальоном неоднократно предпринимал рейды по вражеским тылам, разгромил ряд опорных пунктов противника, уничтожив 24 танка «Тигр», 17 танков «Пантера», 10 самоходных артиллерийских установок «Фердинанд», несколько десятков артиллерийских орудий и пулемётов, большое количество солдат и офицеров противника. 25 марта 1944 года батальон Малихова захватил высоту 278,8 у станции Слободка Одесской области и отражал немецкие контратаки до подхода основных сил. В тех боях Малихов был смертельно ранен. Похоронен в селе Малая Слободка Кодымского района Одесской области Украины.
Указом Президиума Верховного Совета СССР от 13 сентября 1944 года за «образцовое выполнение боевых заданий командования на фронте борьбы с немецкими захватчиками и проявленные при этом мужество и героизм» гвардии майор Анатолий Малихов посмертно был удостоен высокого звания Героя Советского Союза. Также был награждён орденами Ленина, Красного Знамени, Александра Невского, Отечественной войны 1-й степени, Красной Звезды и медалью. Навечно зачислен в списки личного состава воинской части.

## Память
- В честь Малихова названы улица и школа в Красном.
- установлен бюст в Малой Слободке.[1].